# Hans Holbein el Vell
Hans Holbein va ser un pintor alemany que va néixer a Augsburg (Baviera) el 1465 i va morir a Issenheim (Alsàcia) el 1524. Ell i el seu germà Sigmund o Sigismund Holbein van pintar diverses obres religioses en el final de l'estil gòtic. Hans el Vell va ser un pioner i líder en la transformació de l'art alemany des de l'estil gòtic al renaixentista.

## Vida
De la seva biografia només es coneixen algunes dades. Va treballar principalment a Augsburg. La seva etapa de plena maduresa pot situar-se a l'entorn de 1502, època en la qual treballava amb l'assistència d'un nodrit taller a la ciutat d'Augsburg.
El 1517, a causa de problemes econòmics, es va establir a Issenheim, on va morir.
Els seus fills Hans Holbein el Jove i Ambrosius Holbein van rebre del seu pare les primeres lliçons de pintura. Va exercir gran influència en la baixa Alemanya.

## Estil
Hans Holbein el Vell és un pintor gòtic del segle xv. La seva obra és principalment de temàtica religiosa, en particular retaules, tríptics o políptics. En aquest tipus de quadres, seguia les tradicions de la iconografia religiosa.
També conreà el retrat, seguint tendències més modernes, amb avançat sentit naturalista, a la recerca de la personalitat individual dels models, personatges de la societat burgesa centreeuropea.
Mostrà al principi la influència de Van der Weyden i, posteriorment, a partir del 1501, la de Matthias Grünewald.
La seva tècnica es basava en un dibuix precís i minuciós, en el que les línies són clarament perceptibles sota la capa pictòrica, gràcies a l'envelliment d'aquesta.

## Obra

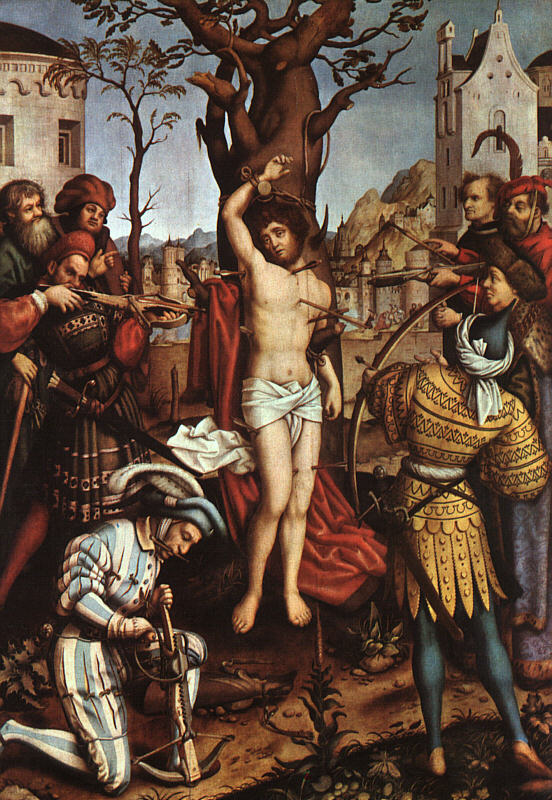
El Martiri de sant Sebastià, aprox. 1516, Alte Pinakothek, Múnic

- Mort de la Verge (aprox. 1495), Museu d'Art de Basilea. Va formar part d'un retaule dedicat als sants Ulric i Afra en l'església d'Augsburg, actualment dispers. Representa una escena d'interior, amb una finestra a través de la qual s'albira un castell. La figura central és la Verge amb un ciri encés i envoltada dels apòstols: sant Pere a la dreta llegenda i sant Joan a l'esquerra. La influència gòtica es denota en l'ús d'or en el fons del paisatge, en les aurèoles i el teixit de la túnica de la Verge.
- Flagel·lació de Crist (1502), Alte Pinakothek, Múnic. Escena pertanyent a l'altar de Kaisheimer. El drama s'expressa en els rostres, caricaturescos i agressius en un tret típic de la pintura germànica.
- Martiri de sant Sebastià (1516), Alte Pinakothek, Múnic. És la taula central d'un tríptic que incloïa representacions de santa Bàrbara i santa Isabel, que tenia com a destinació l'església de Santa Caterina, de l'orde dominic a Augsburg. El medievalisme de la pintura es delata en la ubicació del sant en l'eix central. Però s'observa un tractament realista dels personatges.
- Retrat d'una dona de 34 anys (1516-1517), Museu d'Art, Basilea. És una mostra de la capacitat de captació psicològica de Hans Holbein el Vell. Es representa mitja figura de la dama, amb la seva edat inscrita en la part inferior del marc original, amb un vestit d'alta cintura i els cabells recollits en una toca de teixit transparent.
- Retrat d'un home amb capell negre (atribuït), Metropolitan Museum, Nova York.

## Galeria

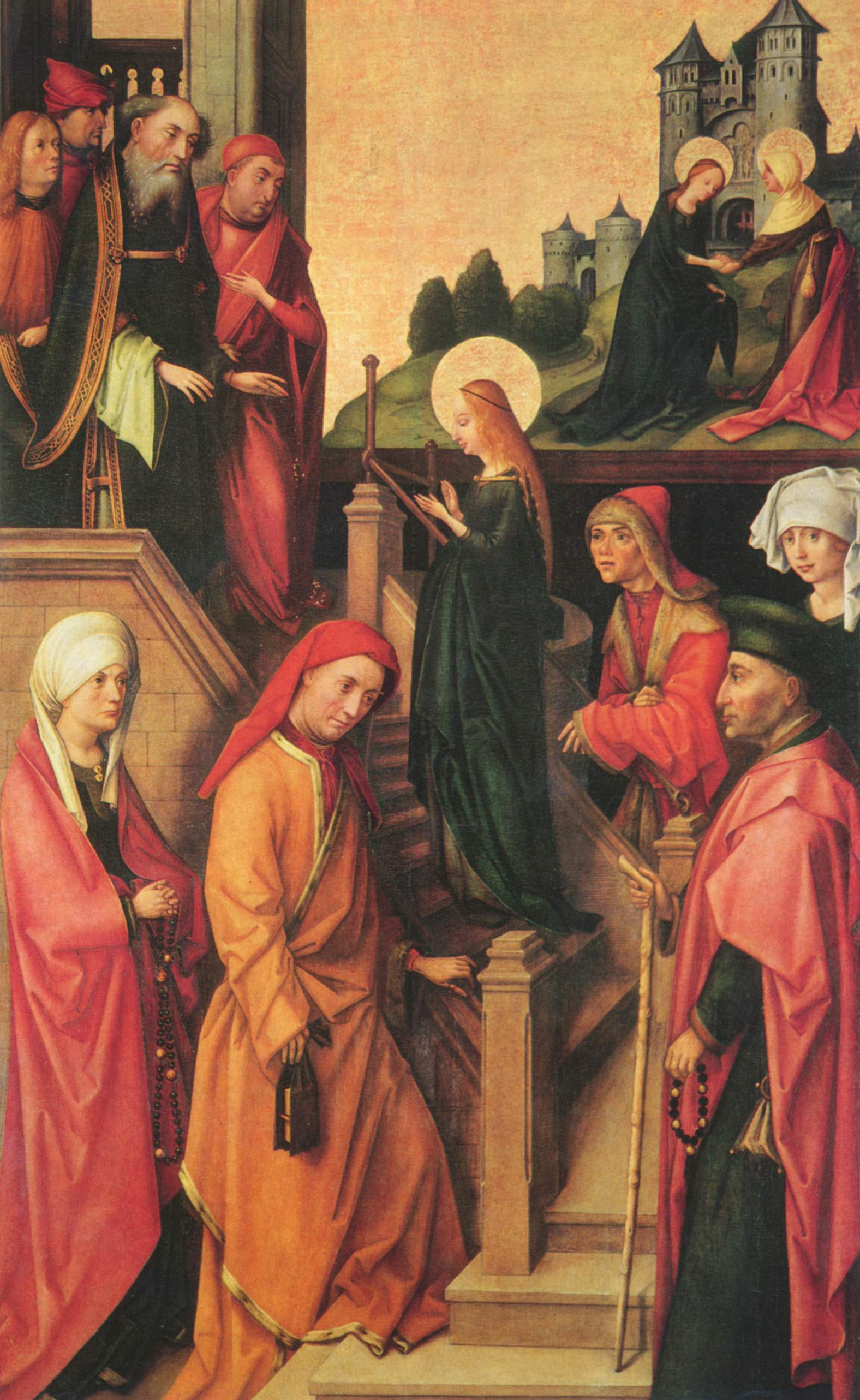
Maria camí del temple, 1493, catedral d'Augsburg
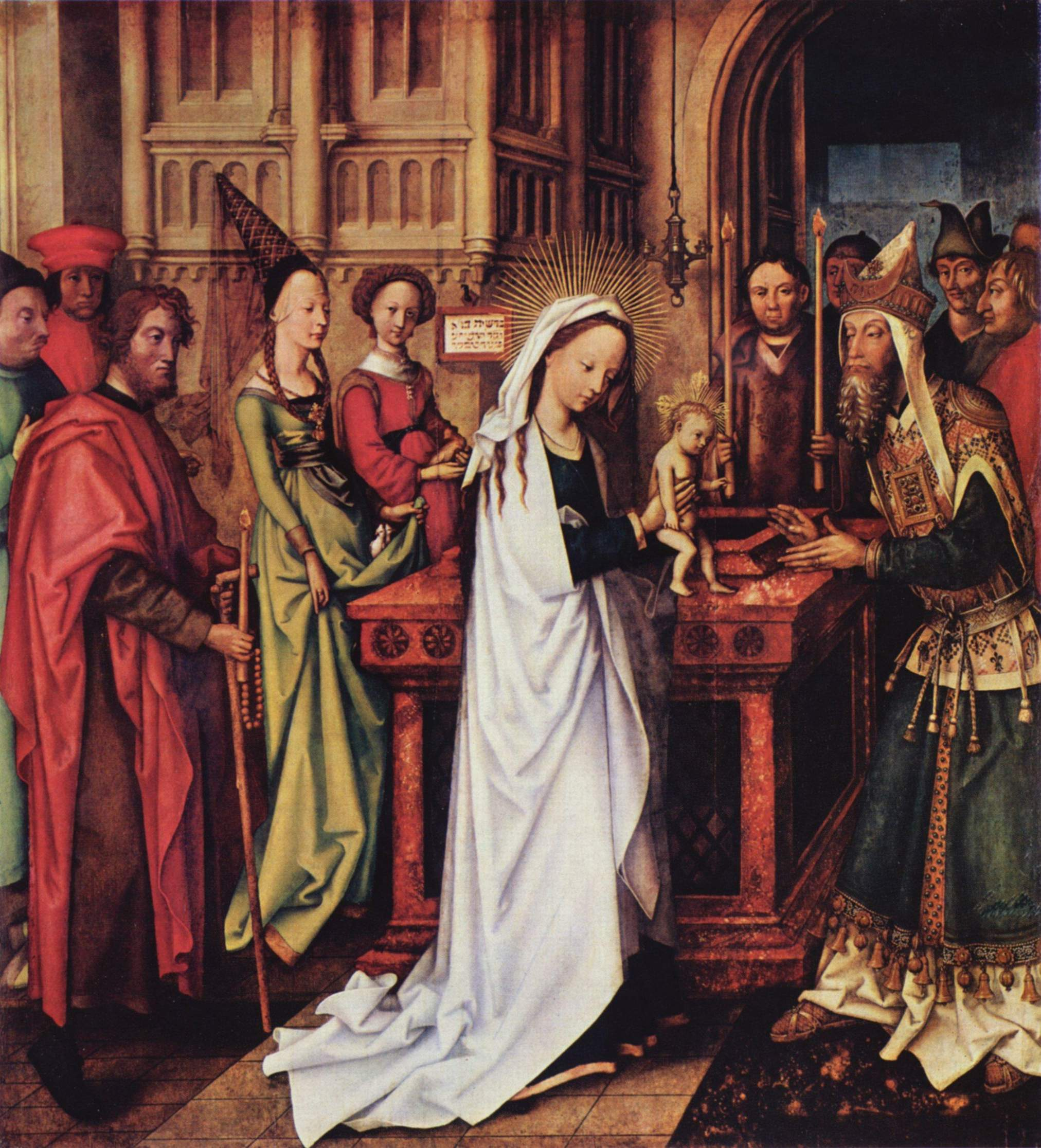
Presentació de Crist en el temple, aprox. 1500-1501, Kunsthalle d'Hamburg
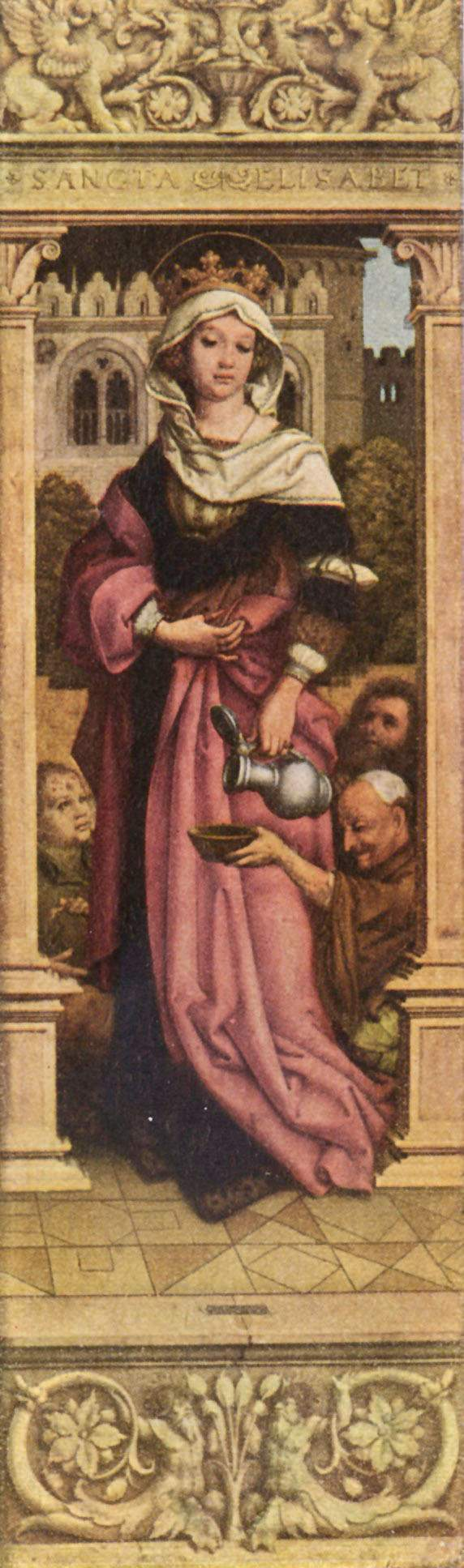
Santa Isabel, aprox. 1500-1510, Alte Pinakothek, Múnic
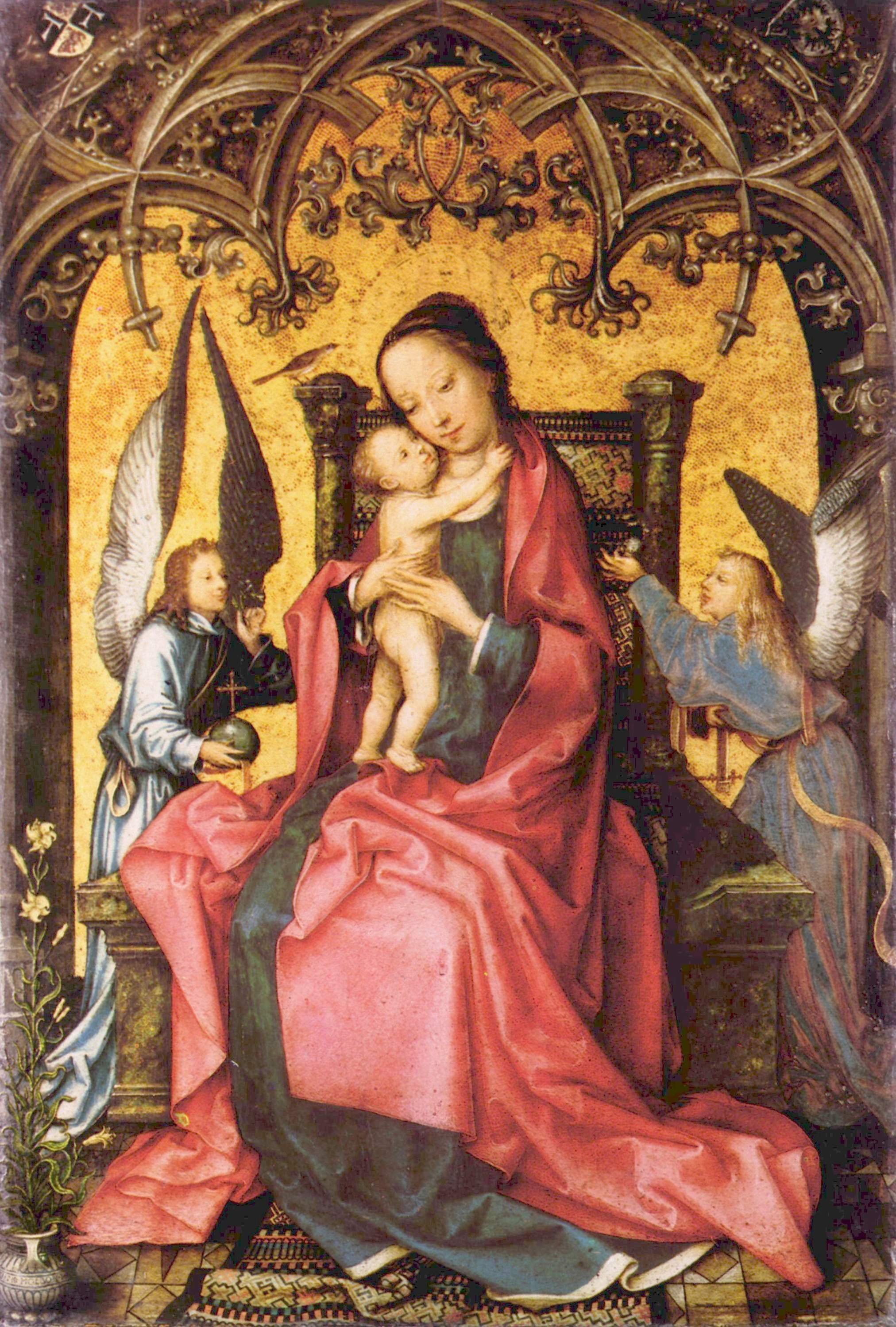
Maria coronada pels àngels, aprox. 1502, Germanisches Nationalmuseum, Nuremberg
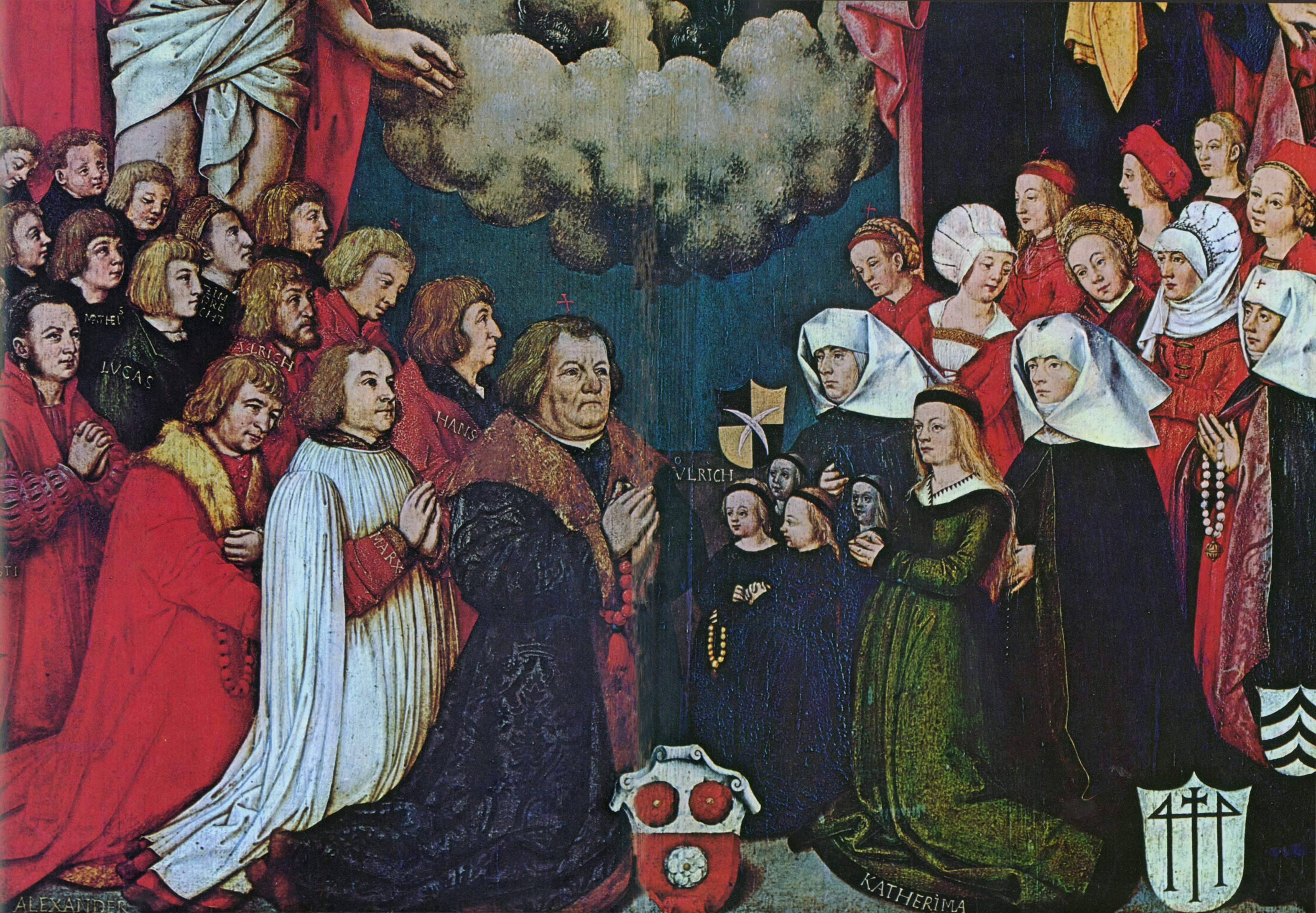
Detall del Retrat d'Ulrich Schwartz i la seva família, aprox. 1503, Staatsgalerie, Städtische Kunstsammlungen, Augsburg
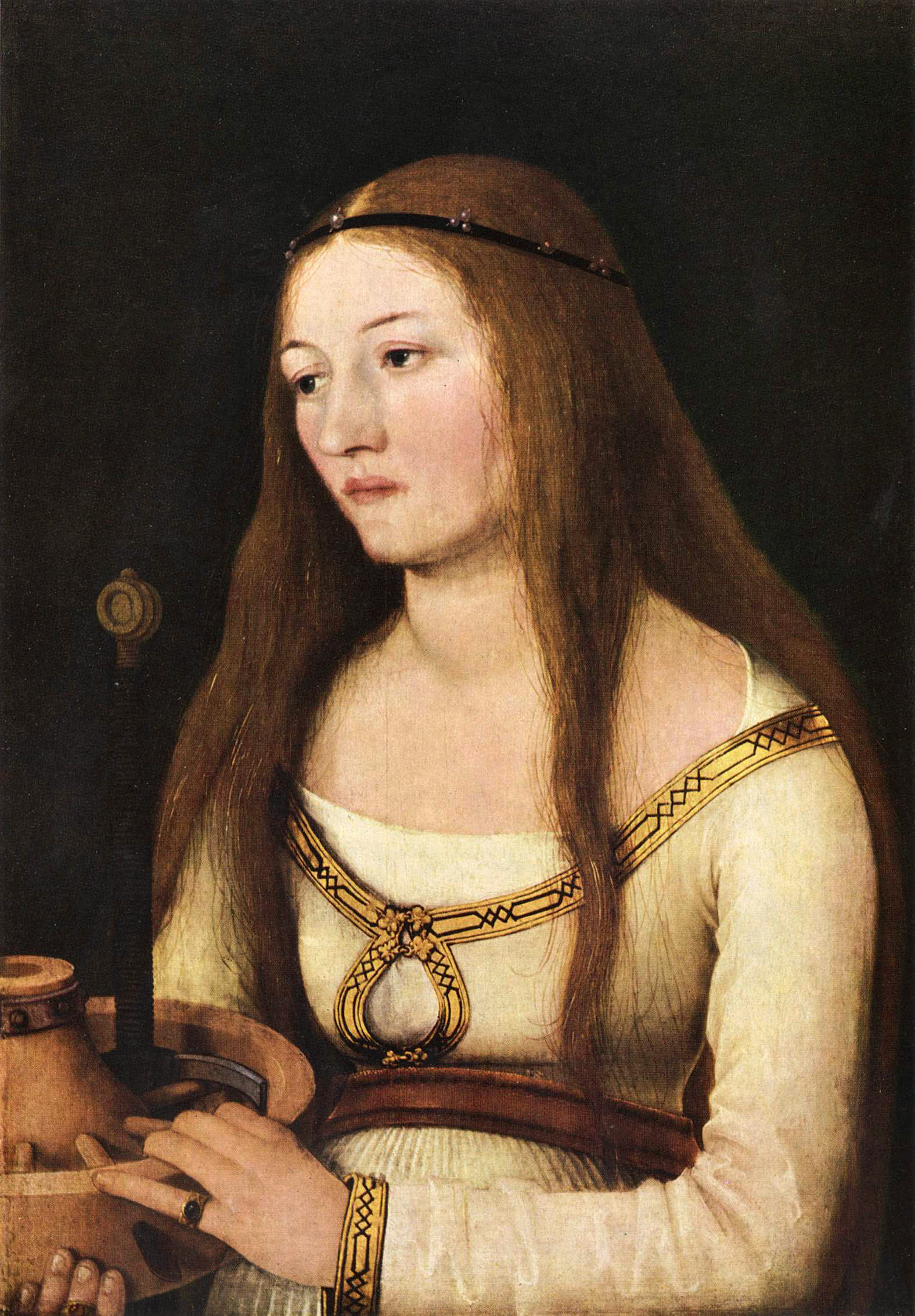
Caterina Schwartz amb atributs de la santa del seu nom, aprox. 1509-1510, Schloßmuseum, Schloß Friedenstein, Gotha
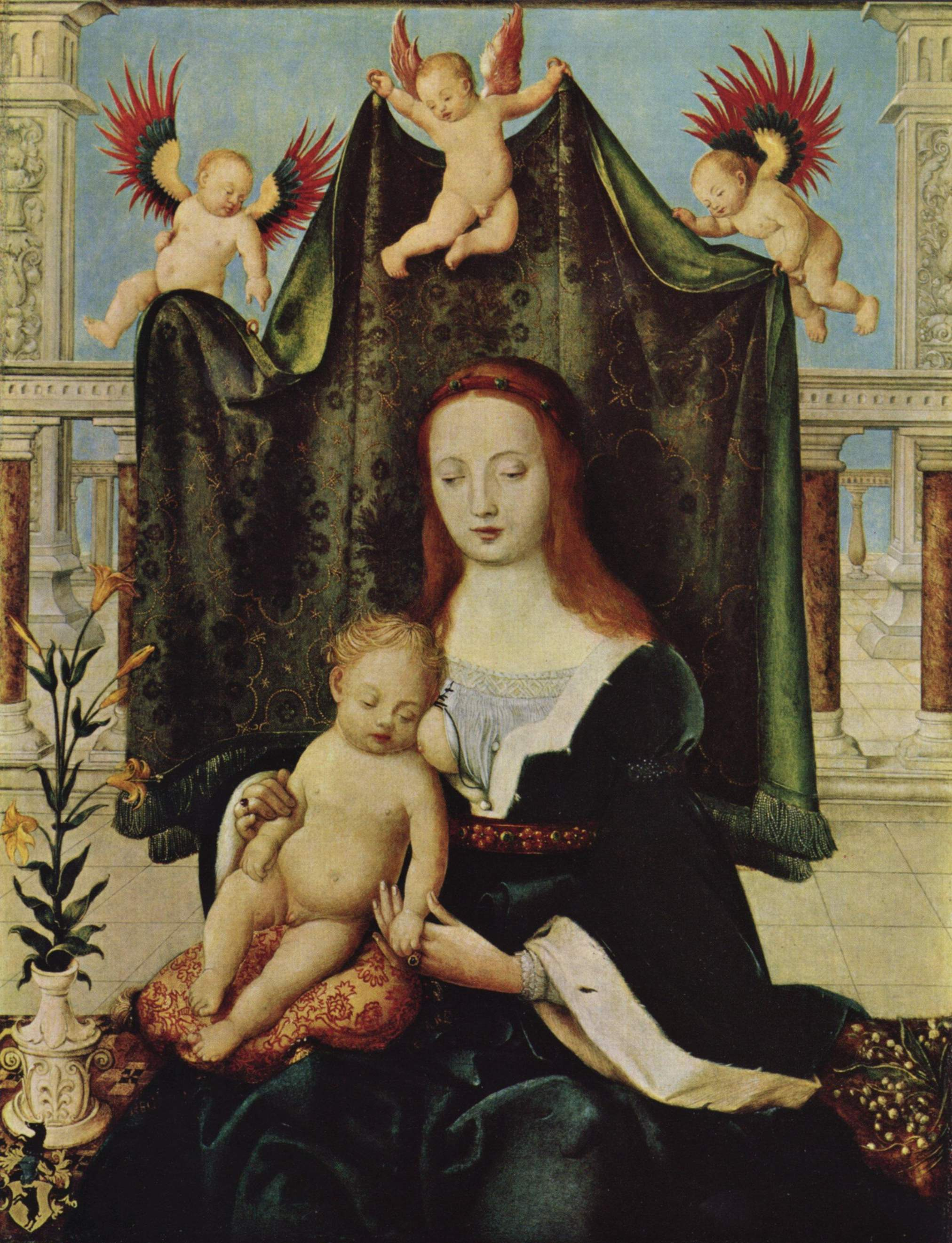
Maria amb el nen, h. 1515-1516, Sammlung Dj.lius Böhler, Múnic
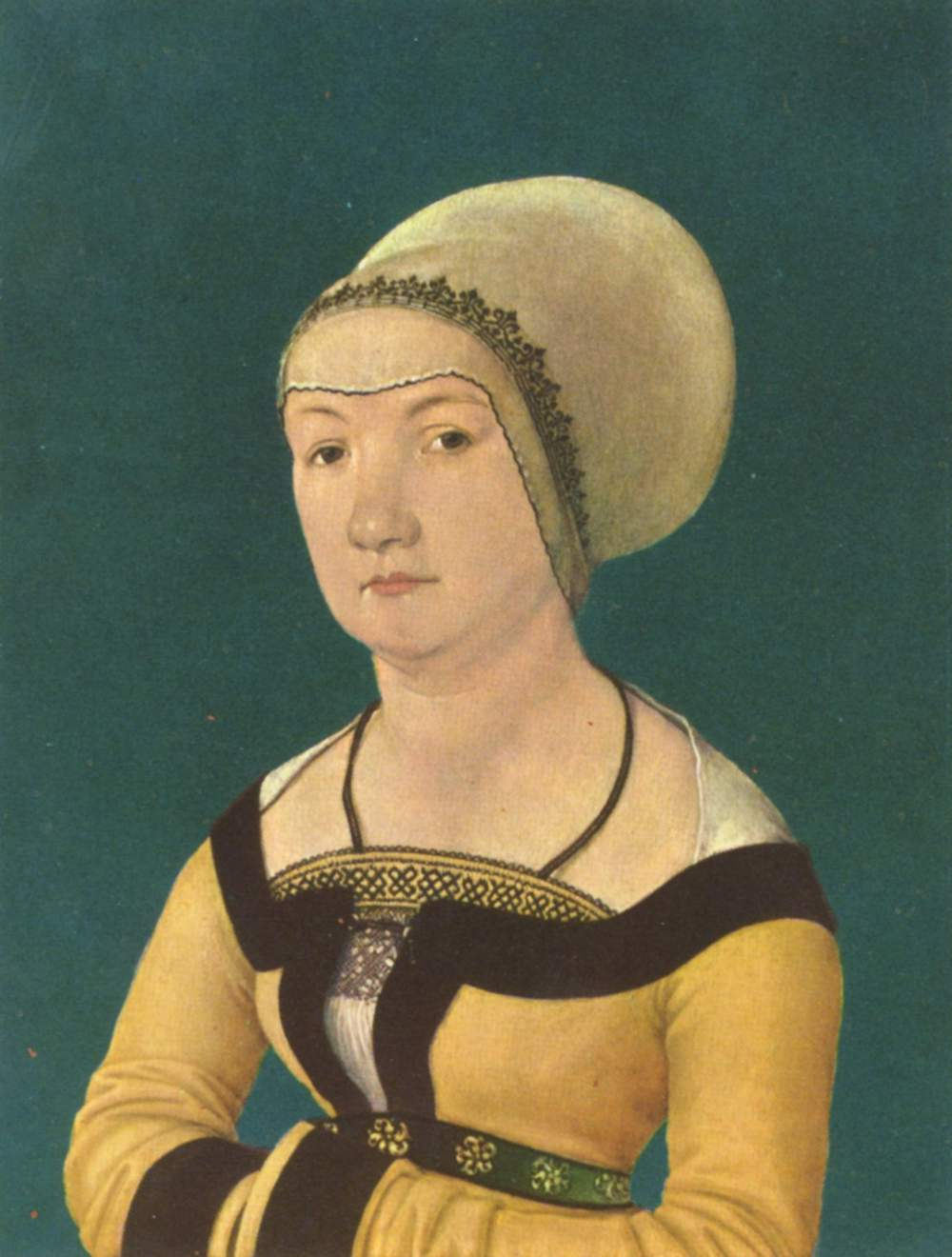
Retrat d'una dona de 34 anys, 1516-1517, Kunstmuseum, Basilea